# Câmera escondida

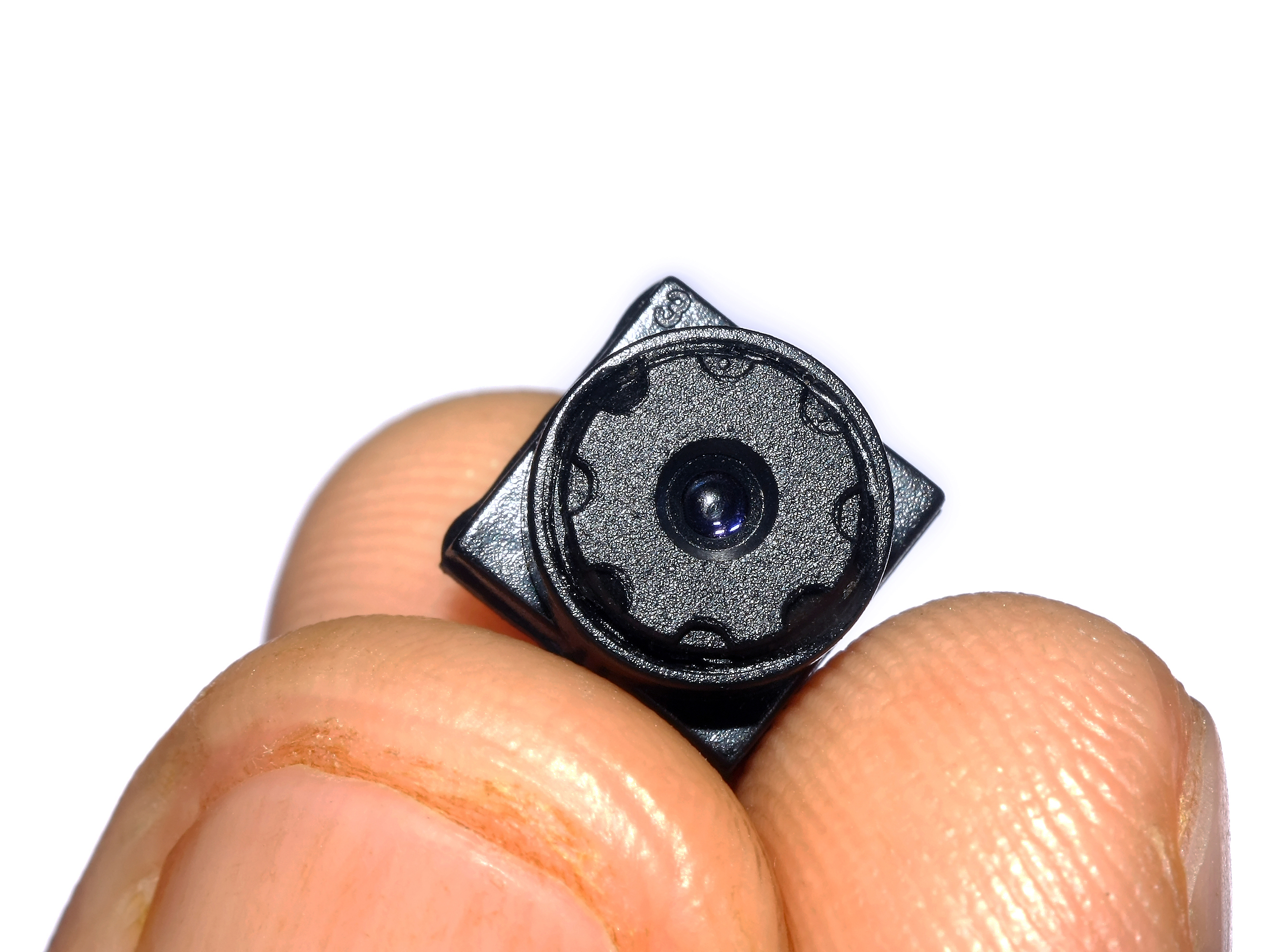
Lente de 8 mm × 8 mm com sensor de imagem integrado, usada como uma mini filmadora

Uma câmera escondida ou câmera espiã é uma câmera usada para fotografar ou gravar objetos, geralmente pessoas, sem que elas saibam. A câmera pode ser considerada "escondida" porque não é visível para o sujeito que está sendo filmado ou está disfarçada como outro objeto. Câmeras ocultas são frequentemente consideradas uma ferramenta de vigilância.
O termo "câmera escondida" é comumente usado quando o sujeito não sabe que está sendo gravado, geralmente sem seu conhecimento e consentimento; o termo "câmera espiã" é geralmente usado quando o sujeito se oporia a ser gravado se soubesse da presença da câmera. Em contraste, a frase "câmera de segurança" se refere a câmeras que são visíveis e/ou são acompanhadas por um aviso de sua presença, para que o sujeito esteja ciente da presença da câmera e saiba que está sendo filmado.
O uso de câmeras escondidas levanta questões de privacidade pessoal. Podem existir aspectos legais a serem considerados, dependendo da jurisdição em que são usados.

## Descrição
Uma câmera escondida pode ser com ou sem fio. Câmeras ocultas conectadas, por cabo ou sem fio, a um dispositivo de visualização ou gravação, como uma televisão, computador, videocassete, gravador de vídeo em rede, gravador de vídeo digital, cartão de memória ou outro meio de armazenamento de dados. Eles também podem armazenar suas imagens ou gravações on-line, como por transmissões ao vivo. Câmeras de vídeo ocultas podem ou não ter recursos de gravação de áudio. Câmeras ocultas podem ser ativadas manualmente, remotamente ou por detecção de movimento.
Uma câmera escondida pode não ser visível para o sujeito, por exemplo, porque está equipada com uma lente tele-objetiva e localizada fora do campo de visão do sujeito, ou porque está obscurecida ou escondida por um objeto, como um espelho plano. Câmeras ocultas podem ser incorporadas em uma grande variedade de itens, desde eletrônicos (televisores, detectores de fumaça, relógios, detectores de movimento, telefones celulares, computadores pessoais) até objetos do cotidiano onde não se espera que eletrônicos sejam encontrados (artigos de papelaria, plantas, óculos, roupas, postes de luz).

## Uso
Aplicações comuns para câmeras ocultas são segurança de propriedade, vigilância pessoal, fotografia ou entretenimento, embora também possam ser usadas para espionagem ou vigilância por autoridades policiais, agências de inteligência, corporações ou outras entidades. Eles também podem ser usados para atividades ilegais, como vigilância criminosa, perseguição ou voyeurismo.
Câmeras escondidas podem ser instaladas em objetos domésticos comuns para que os pais monitorem e registrem as atividades das babás e, às vezes, das próprias crianças. Essas câmeras escondidas são comumente chamadas de "câmeras babá". O uso de câmeras de babá pode ser um assunto controverso. Por exemplo, um caso criminal de 2003 na Flórida, envolvendo uma babá que foi supostamente flagrada por uma câmera de babá sacudindo violentamente um bebê, foi rejeitado em 2006 quando o vídeo foi considerado "evidência sem valor"; no entanto, isso se deveu a questões relacionadas à qualidade do vídeo, não à legalidade, e vários casos anteriores usaram imagens mais nítidas da câmera de babá como evidência. Alguns programas de televisão com câmeras escondidas também levaram a processos judiciais ou ao cancelamento de episódios por pessoas que ficaram presas em situações que consideraram desagradáveis.
Câmeras escondidas às vezes são colocadas em apartamentos para aluguel de temporada, como os anunciados no Airbnb. Foram levantadas questões sobre a segurança e a privacidade dos turistas nestas circunstâncias.

## Na mídia
1. ↑  Rohrlich, Justin; Gershgorn, Dave (November 9, 2018). «The DEA and ICE are hiding surveillance cameras in streetlights». Quartz. Consultado em November 12, 2018. Arquivado do original em November 12, 2018 Verifique data em: |acessodata=, |arquivodata=, |data= (ajuda)
2. ↑  «Nanny Cleared of Violently Shaking Baby». ABC News. 21 March 2006. Consultado em 28 June 2020. Arquivado do original em 6 August 2020 Verifique data em: |acessodata=, |arquivodata=, |data= (ajuda)
3. ↑  Coffey, Helen (27 November 2023). «How to spot hidden cameras in Airbnb rental properties». Independent Verifique data em: |data= (ajuda)

Câmeras escondidas são às vezes usadas em reality shows e mídias sociais, onde são usadas para flagrar participantes em situações inusitadas ou absurdas. Os participantes saberão que serão filmados, mas nem sempre exatamente quando ou onde; ou não saberão que foram filmados até mais tarde, momento em que poderão assinar uma autorização ou dar consentimento para que a filmagem seja produzida para um show. Este último subgênero de participantes involuntários começou na década de 1940 com os curtas-metragens teatrais Candid Microphone, de Allen Funt.

## Questões legais

### Coreia do Sul
Na Coreia do Sul, câmeras escondidas (abreviadas como "Molka", em coreano) proliferaram na década de 2010 e permitiram a disseminação de imagens e vídeos voyeurísticos. O termo Molka pode se referir tanto às câmeras reais quanto às filmagens postadas online.  

### Reino Unido
O uso de câmeras ocultas é geralmente permitido pela lei do Reino Unido, se usado de forma legal e para fins legítimos. Indivíduos podem usar vigilância secreta em sua própria casa, no local de trabalho para monitoramento de funcionários, fora de uma propriedade doméstica ou comercial para fins de segurança e em situações de segurança onde pode haver necessidade de fazê-lo. Há uma série de leis sob o Data Protection Act e Human Rights Acts que podem afetar o uso de câmeras ocultas.
Em qualquer tipo de vigilância secreta, a filmagem deve ser usada apenas para o propósito para o qual foi feita, o que deve ser um motivo de segurança legítimo. A pessoa em posse da filmagem é responsável pelo seu uso e deve mantê-la somente pelo tempo que for razoavelmente necessário. Não é permitido divulgar as filmagens para terceiros, exceto quando houver necessidade legal.
É ilegal, segundo a lei do Reino Unido, instalar câmeras secretas em áreas onde os indivíduos teriam expectativa de privacidade, como banheiros, vestiários e vestiários. Também é ilegal colocar câmeras escondidas na casa ou propriedade de outra pessoa.

### Estados Unidos
Nos Estados Unidos, a compra, a posse e o uso de câmeras escondidas e câmeras de babá são geralmente considerados legais em todos os 50 estados. No entanto, o Código dos EUA, Título 18, Capítulo 119, Seção 2512, proíbe a interceptação de comunicação oral por "maneira sub-reptícia", como um dispositivo de gravação oculto, e por isso a maioria das câmeras de vídeo ocultas não estão disponíveis com gravação de áudio.  Além disso, é ilegal em 13 estados gravar áudio sem o consentimento expresso ou por escrito da babá que está sendo gravada. Apesar disso, algumas câmeras escondidas ainda são vendidas nos Estados Unidos com recursos de gravação de áudio, embora seu uso seja ilegal e suas gravações não possam ser legalmente usadas como evidência.

## Links externos
- Media relacionados com Câmera escondida no Wikimedia Commons